# (13915) Yalow
(13915) Yalow (1982 KH1) – planetoida z grupy pasa głównego asteroid okrążająca Słońce w ciągu 4,62 lat w średniej odległości 2,77 j.a. Odkryta 27 maja 1982 roku.